# Emmanuel Alois Förster
Pour les articles homonymes, voir Förster et Foerster.
Emmanuel Alois Förster [Emanuel Aloys Foerster] était un compositeur, théoricien et pédagogue autrichien, né à Niederstein le 26 janvier 1748 et décédé à Vienne le 12 novembre 1823.

## Biographie
Förster commença sa carrière comme hautboïste dans un régiment prussien de 1766 à 1768. Après quelques années passées à Prague, il s’installa en 1779 à Vienne (Autriche).
Il y exerça ses talents de compositeur et de pédagogue et devint l’ami de Beethoven qui le recommandait vivement et l’appelait « Alter Meister » (vieux maître) .

## Style
La principale contribution de Förster au répertoire de l’époque consiste en sonates pour piano et en pièces de musique de chambre, « en particulier ses quatuors à clavier op. 8, 10 et 11, et son sextuor op. 9 » .
D'après R.M. Longyear, ses premières sonates pour clavier témoignent d’un désir d’assimiler le style pré-classique, en particulier l’Empfindsamkeit de Carl Philipp Emanuel Bach. Förster atteint la maturité et un style personnel dans ses sonates pour flûte op. 5, ses quatuors à cordes op. 7 et ses sonates pour piano op. 12.
Bon nombre de ses sonates plus tardives, sont fort originales et pleines d’imagination, bien que l’écriture pianistique soit quelque peu maladroite. De même, ses quatuors et quintettes sont souvent puissants et dramatiques, et quelques-unes de ses œuvres inédites (quatuors et sonates) annoncent le romantisme. [...] Förster, qui a aussi été un précurseur dans des œuvres de musique de chambre de grande ampleur (piano, cordes et vents), fut un important trait d’union entre les œuvres de maturité de Haydn et Mozart, et les œuvres de jeunesse de Beethoven. Dans ses quatuors avec piano, on remarque une opposition entre le clavier et les cordes ainsi que l’écriture élaborée de la partie d’alto.
Malgré tout, poursuit R.M. Longyear, la musique de Förster n’a jamais bénéficié que d’un succès d’estime. Le compositeur dut même publier la plupart de ses œuvres à compte d’auteur…

## Œuvres

### Musique instrumentale
Œuvres concertantes
- plusieurs concertos pour piano
- concerto pour violon (acc. quatuor à cordes, 2 flûtes, 2 hautbois)
- concerto pour flûte, cordes et basse continue
- concerto pour clavecin

### Musique de chambre
pour cordes
- divertimento op. – (pour trio ; éd. Vienne, vers 1770)
- 6 quatuors op. 7 (dédiés au roi de Prusse ; éd. Vienne, 1794)
- 12 quatuors op. – (éd. Vienne, 1801)
- 6 quatuors op. 16 (éd. Vienne, 1801)
- 6 quintettes op. 19 (éd. Vienne, 1801)
- 6 quintettes op. 20 (éd. Vienne, 1802)
- 6 quatuors op. 21 (éd. Vienne, 1802-1803)
- quintette op. 26 (éd. Vienne, 1804)
- 18 quatuors op. – (éd. Vienne, 1805)

avec clavier
- 12 divertimentos (sonates) op. – (pour piano & cordes ; éd. Vienne, 1771-1774)
- 3 duos op. 5, 6 & 7 (flûte et piano; éd. Vienne, 1791)
- 2 quatuors op. 8 (clavecin & cordes; éd. Offenbach, 1794)
- sextuor op. 9 (piano, flûte, basson, violon, alto, violoncelle; éd. Offenbach, 1796)
- 2 quatuors op. 10 (pianoforte & cordes; éd. Offenbach, 1796)
- 2 trios op. 18 (piano & cordes; éd. Vienne, 1801-1802)
- Octuor op. – (piano, cor, hautbois, basson, violon, alto, violoncelle & contrebasse ; composé en 1802)
- 4 sonates op. – (violon & piano; composé en 1808)
- sonate en mi bémol majeur op. – (clavecin & violon)

### Musique pour clavier
- 2 divertissements de clavecin (composés en 1771)
- pièces de clavecin (composées vers 1771)
- 2 sonates op. 1 (= op. 12, éd. Vienne 1796)
- 6 sonates op. 1 et 2 (composées vers 1791)
- 2 sonates op. 12 (= op. 1, éd. Vienne 1796)
- sonate op. 14 ?
- 3 sonates op. 15 (éd. Vienne 1801)
- 3 sonates op. 17 (éd. Vienne 1798)
- 3 sonates op. 22 (éd. Vienne 1802-?1803)
- sonate op. 24 (piano 4 mains)
- Fantaisie et sonate op. 25 (éd. Vienne 1803)
- sonate op. 26 ?
- nombreuses autres pièces (divertimentos, variations, toccatas et fugues, capriccio, 1 fugue, etc.)

### Musique vocale
- Kantate auf die Huldigungs-Feyer Sr...
- 12 Neue deutsche Lieder, op. 13 (éd. Vienne 1798)
- Etc.

### Ouvrages théoriques et didactiques
- Anleitung zum General-Bass (éd. Leipzig, 1805, revue et augmenté 2/1823, 3/1840)
- Praktische Beyspiele als Fortsetzung...
- 30 Préludes (orgue ou piano, exemples pratiques de l’ouvrage précédent)
- 30 Fughettes (idem)
- 4 fugues (idem)
- 50 préludes (pour piano, éd. Prague, après 1828)

### Arrangements et cadences
- J.S. Bach, Le clavier bien tempéré, arr. pour quatuor à cordes
- Mozart, Fantaisie [K. 475] et sonate en ut mineur [K. 457], arr. pour quintette à cordes
- Mozart, Symphonie K. 551, arr. pour 2 pianos
- Cadences pour le Concerto pour piano K. 271 de Mozart (Ms. CZ-KRa, II-G -67/ A 3261)
- Cadence pour le premier mouvement du Concerto pour piano K. 466 de Mozart (Ms. A-Wn, S.m. 1241)